# Crise na Central de Energia Nuclear de Zaporizhzhia

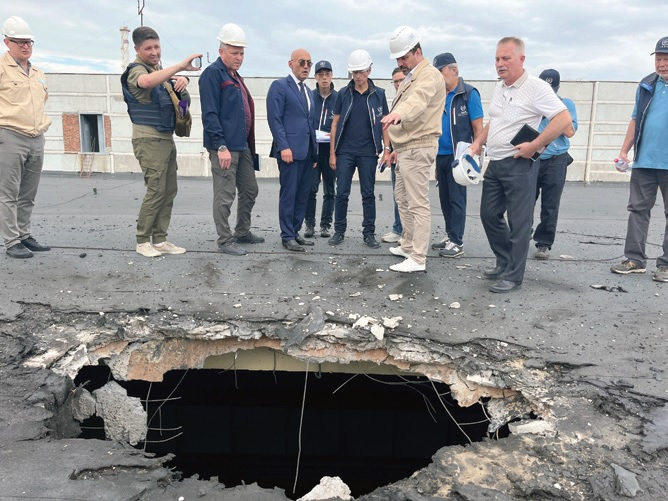
Missão da AIEA observa danos de projéteis num edifício que abriga resíduos radioativos sólidos e combustível nuclear novo em setembro de 2022

No início da invasão russa da Ucrânia, durante a Batalha de Enerhodar em 4 de março de 2022, a Central Nuclear de Zaporizhzhia (ZNPP) , a maior central nuclear da Europa, foi atacada e ocupada pelas forças russas. Foi o primeiro ataque militar em grande escala e ocupação de uma central nuclear em funcionamento na história. Tornou-se o centro de uma crise de segurança nuclear em curso, descrita pela Ucrânia como um ato de terrorismo nuclear por parte da Rússia .
Desde setembro de 2022, todos os seis reatores foram colocados em vários estados de desligamento, no mesmo mês em que a Rússia anexou a região num referendo contestado. Em 2025, a Rússia confirmou os seus planos de longo prazo para a Rosatom operar a central, atualmente operada pela equipa ucraniana da Energoatom, e em conexão com a rede elétrica russa. As forças ucranianas fizeram várias tentativas de recapturar a central, e ambos os lados culpam-se mutuamente por ataques diretos e indiretos a ela. A ZNPP viu a sua infraestrutura destruída por bombardeios e danos às suas linhas de energia. O futuro da segurança e da produção de eletricidade da central é um ponto significativo nas negociações de paz da guerra.
As autoridades ucranianas consideram a crise a maior situação do seu género na história. Os especialistas divergem sobre se um potencial desastre pode exceder a escala de desastres anteriores em centrais nucleares. De acordo com um relatório da Agência Internacional de Energia Atómica (AIEA), "A situação na Ucrânia não tem precedentes. É a primeira vez que um conflito militar ocorre nas instalações de um grande programa de energia nuclear estabelecido." O especialista em segurança nuclear Attila Aszódi afirmou que um evento semelhante em tipo e escala ao desastre de Chernobyl é técnica e fisicamente impossível na central de Zaporizhzhia, ao mesmo tempo que apelou a medidas urgentes para garantir a segurança da central. A Fundação Bellona chamou à crise "algo que a comunidade mundial de energia nuclear nunca pensou que veria — e, portanto, nunca se preparou para."